# Musulmans anticapitalistes
Les musulmans anticapitalistes (en turc : Anti-kapitalist Müslümanlar ou Association de lutte contre le capitalisme : Kapitalizmle Mücadele Derneği) sont une organisation politique turque se réclamant des préceptes de l'islam et des discours politiques de la gauche.

## Histoire
L'organisation est connue sous le nom d’Association de lutte contre le capitalisme Kapitalizmle Mücadele Derneği est usuellement désignée sous le nom de musulmans anticapitalistes' (Anti-kapitalist Müslümanlar),.

## Manifeste
Le manifeste de l'organisation, publié en 2012, part du constat que « l'humanité est dans le besoin »,. et que « Mammon, la divinité antique de l'or, de la réussite, de la rentabilité, est revenu comme le dieu des temps modernes. »,. « Le capitalisme est l'ennemi de Dieu. Il est l'ennemi de l'humanité, de la nature, du pauvre, de l'affamé, du démuni. »,.
Le musulman est présenté comme étant par définition anticapitaliste :
« 
"Musulman", quels que soient les époques et les lieux, est notre nom universel, éternel et immortel. Cela veut dire qu'ils sont ceux qui reconnaissent et se soumettent au fait que tous les biens, sur terre et dans les cieux, sont ceux de Dieu ; ils sont ainsi donc ceux qui ne nuisent pas à la paix inhérente à l'ordre naturel ; et sont ceux qui veulent faire vivre et durer cet état de paix naturelle.
Si nous sommes par nature contre le capitalisme c'est par la force de l'histoire. Parce que capitalisme est le nom du système hégémonique de notre époque. Tout message prophétique se dresse contre l'hégémonie de son temps. C'est pour cela que nous insistons sur le mot anticapitaliste".
Nous voyons comme nos alliés naturels les anticapitalistes indistinctement de leur croyance ou non-croyance de toute religion révélée, de toutes races, langues, couleurs ou idéologies. Nous voulons partager avec eux la même plate-forme et les mêmes luttes,.
 »
Le manifeste exclut la reconnaissance de toute forme d'autorité ou de pouvoir autre que celle de Dieu. La propriété privée est critiquée, la seule richesse légitime est celle produit du travail des hommes, en opposition à la richesse obtenue autrement, en particulier par l'exploitation et la spéculation. Même si les notions d'internationalisme et de lutte des classes ne sont pas explicitées, le manifeste exclut les critères ethnique, linguistique ou de classe dans la description de la société qu'il promeut. Le matérialisme n'est, quant à lui jamais défini ou évoqué.
Le manifeste appuie son argumentaire sur des versets du Coran. Le texte en turc présente les particularités d'utiliser des mots d'origine arabe tombés en désuétude en turc moderne ainsi qu'une rhétorique propre aux textes sacrés islamiques alternant fréquemment les adresses, alternativement les musulmans, les incroyants, les capitalistes, etc.

## Prises de positions
En 2012, un porte-parole de l'organisation affirme lors d'une interview que la Turquie « doit s'excuser » à propos du sort qui a été réservé aux Arméniens, aux Kurdes, aux Alévis.
À la suite des attentats de janvier 2015 en France, l'organisation publie sur Twitter : « Abaisse les valeurs des peuples musulmans, sois la cause d'un assassinat. Nous ne condamnons que les criminels. Après apporte-nous la démocratie sur les voies de l'impérialisme. »,. Le message fera l'objet d'interprétations diverses. Un contre-communiqué, après avoir fait part d'« excuses » à propos d'un message mal formulé, indiquant que « […] Évidemment, insulter la valeur d'une croyance ne peut justifier un massacre […] », ; « […] Nous n'acceptons pas ces assassinats, autant que nous n'acceptons pas les outrages faits à notre prophète […] »,.
En outre, l'organisation s'oppose aux grands projets du pont Yavuz Sultan Selim (connu sous le nom du Troisième pont avant son ouverture), au canal d'Istanbul, au projet de centrale nucléaire d'Akkuyu.

## Actions

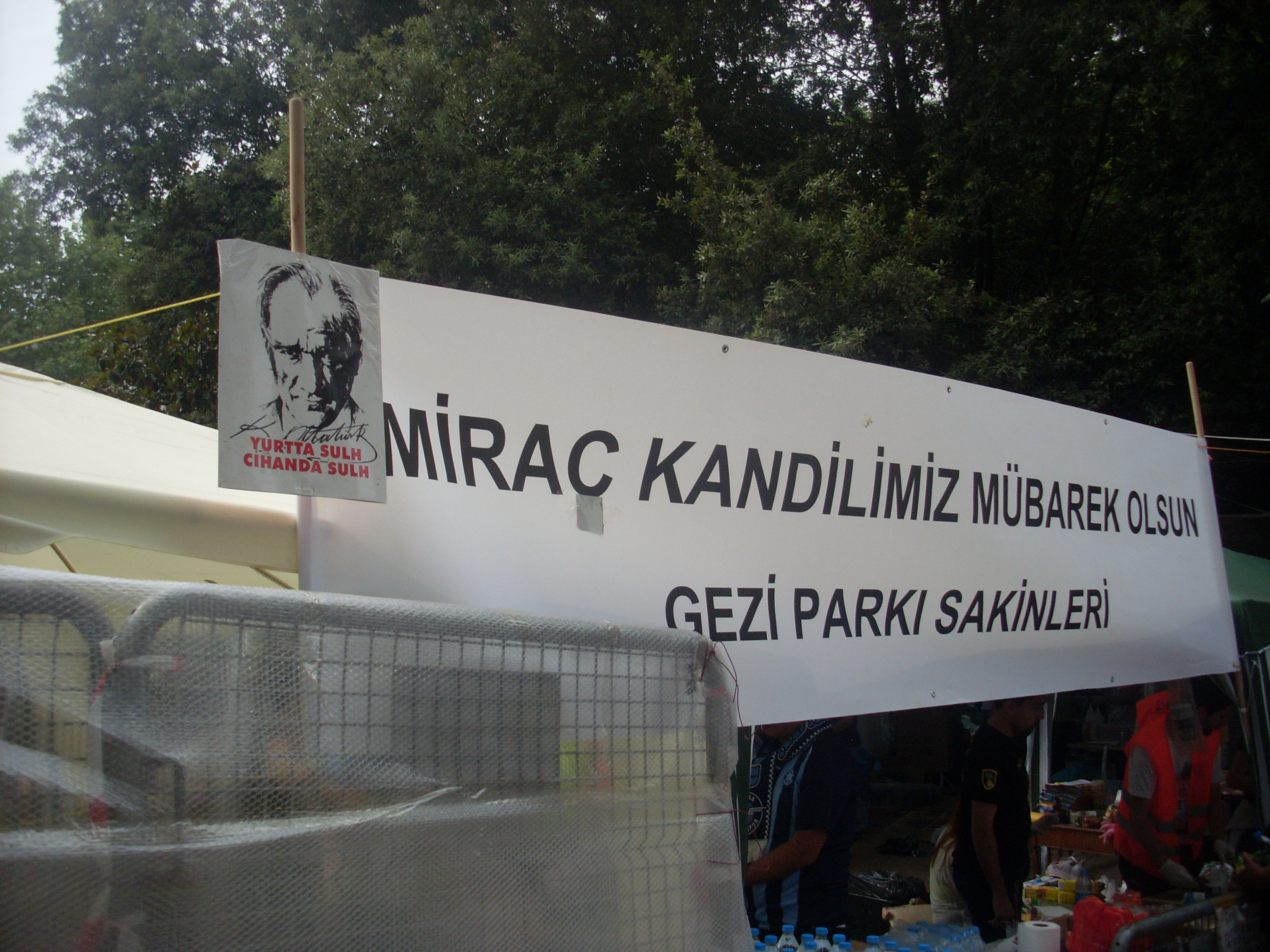
Bannière commémorant l'Isra et Miraj sur la place Taksim, où des groupes musulmans ont participé au mouvement protestataire de 2013.

L'organisation prend part aux manifestations du 1er mai où, comme d'autres collectifs militants, ses membres sont l'objet de répression policière et sont mis en garde à vue.
En juillet 2013 lors du mouvement protestataire du parc Gezi, l'organisation met en place dans les espaces verts des pique-niques publics pour fêter l'iftar, la rupture du jeûne du ramadan au coucher du soleil. Des membres du Parti de la paix et de la démocratie (BDP) et, à titre individuel, des membres du Parti républicain du peuple (CHP) y participent et affichent leur soutien à l'action. Les musulmans anticapitalistes ont également organisé des prières collectives sur le parc Gezi.

## Slogans
Parmi les slogans les plus souvent utilisés de l'organisation on peut trouver :
- Allah, ekmek, özgürlük (« Dieu, le pain, la liberté »)
- Mülk Allah’ındır (« Toute propriété est celle de Dieu »)
- Onlar bir zorbalıkla karşılaştıklarında, yek vucûd olup yardımlaşırlar.  (« Ceux qui, lorsqu’ils sont injustement agressés, se défendent. ») (Coran, 42:39)
- Biz ezilenleri yeryüzünde iktidar kılmak istiyoruz. (« Nous voulions favoriser ceux qui étaient opprimés sur terre, en faire des guides et en faire des héritiers. ») (Coran, 28:5)